# Ghadir-Klasse
Die Ghadir-Klasse (persisch غدیر) besteht aus dieselelektrischen U-Booten, die vom iranischen Rüstungsunternehmen Marine Industries Organization für die iranische Marine gebaut werden.

## Geschichte
Am 24. November 2007 kündigte der iranische Konteradmiral Habibollah Sayyari an, dass „ein selbstgebauter Zerstörer namens Jamaran und selbstgebaute U-Boote der Ghadir-Klasse am 28. November den Betrieb aufnehmen werden“ und dass die U-Boote dieser Klasse mit modernster militärischer technologischer Ausrüstung ausgestattet seien und sich hinsichtlich der Leistungsfähigkeit mit ausländischen Klassen vergleichen ließen. Vor dem Hintergrund der Sanktionen gegen den Iran ist es für das Land von gewichtiger Bedeutung, im U-Bootbau eine gewisse Autarkie zu erreichen. Diversen Quellen zufolge soll die nordkoreanische Yono-Klasse die Entwicklungsbasis der Ghadir-Klasse darstellen.
Mit der relativ geringen Länge von nur 29 Metern und mit dieselelektrischem Antrieb ausgestattet, ist diese Klasse den Küsten-U-Booten zuzuordnen. Sie operieren primär im Persischen Golf und dienen der Bekämpfung von Überwasserschiffen. Am 24. Februar 2019 veröffentlichte das iranische Militär Videoaufnahmen von einem Raketenstart eines Nasr-Seezielflugkörpers im Rahmen des Velayet 97-Manövers. Die Aufnahmen zeigen, dass ein aufgetauchtes U-Boot der Ghadir-Klasse den Marschflugkörper startet. Ein Objekt ist zu erkennen, das ein Objekt eines der beiden Torpedorohre des Bootes relativ langsam verließ und beschleunigte, als es der Wasseroberfläche zulief. Anschließend war eine Rakete zu sehen, welche die Wasseroberfläche durchstieß und von einem Booster in die Luft beschleunigt wurde. Überreste der Startkapsel, aus welcher der Flugkörper startete, blieben im Meer zurück.

## U-Boote der Ghadir-Klasse

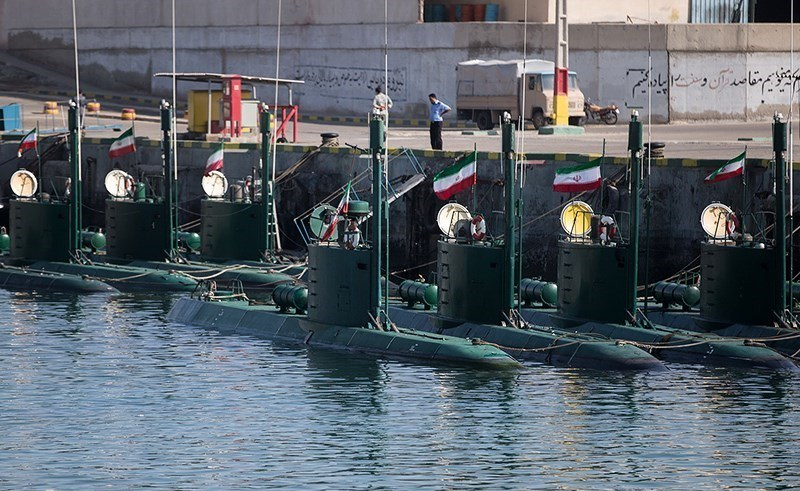
Mehrere U-Boote der Ghadir-Klasse während des Velayat 94-Manövers

Derzeit sind 23 U-Boote der Ghadir-Klasse gebaut worden und im Einsatz bei der Marine des Irans.
| #  | U-Boot     | Indienststellung | Status |
| -- | ---------- | ---------------- | ------ |
| 1  | Ghadir 942 | November 2007    | aktiv  |
| 2  | Ghadir 943 | August 2008      | aktiv  |
| 3  | Ghadir 944 | November 2008    | aktiv  |
| 4  | Ghadir 945 | Juni 2009        | aktiv  |
| 5  | Ghadir 946 | Juni 2009        | aktiv  |
| 6  | Ghadir 947 | Juni 2009        | aktiv  |
| 7  | Ghadir 948 | Juni 2009        | aktiv  |
| 8  | Ghadir 949 | August 2010      | aktiv  |
| 9  | Ghadir 950 | August 2010      | aktiv  |
| 10 | Ghadir 951 | August 2010      | aktiv  |
| 11 | Ghadir 952 | August 2011      | aktiv  |
| 12 | Ghadir 953 | August 2011      | aktiv  |
| 13 | Ghadir 954 | August 2011      | aktiv  |
| 14 | Ghadir 955 | August 2011      | aktiv  |
| 15 | Ghadir 956 | November 2011    | aktiv  |
| 16 | Ghadir 957 | November 2011    | aktiv  |
| 17 | Ghadir 958 | November 2011    | aktiv  |
| 18 | Ghadir 959 | Februar 2012     | aktiv  |
| 19 | Ghadir 960 | Februar 2012     | aktiv  |
| 20 | Ghadir 961 | November 2012    | aktiv  |
| 21 | Ghadir 962 | November 2018    | aktiv  |
| 22 | Ghadir 963 | November 2018    | aktiv  |